# Naochila
Naochila is een geslacht van wantsen uit de familie van de Tingidae (Netwantsen). Het geslacht werd voor het eerst wetenschappelijk beschreven door Drake in 1957.

## Soorten
Het genus bevat de volgende soorten:

- Naochila adenana (Drake, 1957)
- Naochila arete Drake & Mohanasundarum, 1961
- Naochila aristata Rodrigues, 1979
- Naochila boxiana (Drake, 1953)
- Naochila bukobana (Drake, 1953)
- Naochila bullana (Drake, 1958)
- Naochila dalbergiae Duarte Rodrigues, 1982
- Naochila drakei Rodrigues, 1992
- Naochila engys Drake & Hill, 1964
- Naochila exolenta (Drake, 1957)
- Naochila inaequalis Linnavuori, 1977
- Naochila insularis Rodrigues, 1982
- Naochila ituriensis (Schouteden, 1953)
- Naochila kivuensis (Schouteden, 1953)
- Naochila minuta Livingstone & Jeyanthibai, 1994
- Naochila miongavensis Rodrigues, 1981
- Naochila naivashae (Drake, 1948)
- Naochila natalana (Drake, 1954)
- Naochila nigra Livingstone & Jeyanthibai, 1994
- Naochila parvella (Drake, 1954)
- Naochila rossi Rodrigues, 1981
- Naochila sufflata (Drake & Poor, 1939)
- Naochila turgida Drake, 1957
- Naochila yemenana (Drake, 1957)